# 比嘉奈津美
比嘉 奈津美（ひが なつみ、1958年10月3日 - ）は、日本の政治家、歯科医師。
衆議院議員（2期）、参議院議員（1期）、環境大臣政務官、参議院厚生労働委員長を歴任。

## 経歴
米国統治下の沖縄のコザ市（現在の沖縄県沖縄市）に生まれる。コザ教育区立諸見小学校、コザ中学校を経て、1974年に浦添市に新設された昭和薬科大学附属高校に進学した。小学6年生時にはコザ暴動を目の当たりにした。その後福岡歯科大学へと進学し、1986年に卒業。
卒業後は沖縄県の久米島へと渡って歯科医師となり、後に沖縄市内に「なつみ歯科医院」を開院した。また2006年からカンボジアでの歯科医療ボランティアに携わるようになった。2009年4月には沖縄県歯科医師会の副会長に就任した。
2011年12月、嘉数知賢の後任として自民党沖縄3区支部長に就任。
2012年12月の第46回総選挙では「TPP参加反対」「米軍普天間基地の県外移設」 などを公約に掲げて選挙戦に臨み、日本未来の党公認の現職・玉城デニーを破り初当選。翌2013年11月には普天間基地移設問題に関しては名護市辺野古への移設を容認する方向に転換した（後述）。
2014年12月14日の第47回衆議院議員総選挙では、小選挙区では玉城に敗れるも重複立候補していた比例九州ブロックで比例復活となり、再選を果たす。
2016年8月5日、第3次安倍第2次改造内閣で、環境大臣政務官に就任。
2017年10月22日の第48回衆議院議員総選挙では、玉城に敗れ、比例復活もならず落選。惜敗率0.017パーセントの差で宮崎政久に次点を譲る形となった。
2019年7月の第25回参議院議員通常選挙で、自民党は比例代表に特定枠2人を含め計33人の候補者を擁立し、19議席を確保。比嘉は日本歯科医師連盟の支援を受けるも、得票数18位（特定枠を含むと20位）により、次点で落選した。
2021年10月、比例区選出の北村経夫参議院議員が参議院山口県選挙区補欠選挙への立候補により退職（自動失職）したことに伴い、同月20日の選挙会で比嘉の繰り上げ当選が決定した（官報告示は翌21日付）。
2025年7月の第27回参議院議員通常選挙で、自民党は比例代表に特定枠2人を含め計31人の候補者を擁立し、12議席を確保。比嘉は101,975票を獲得したものの、得票数16位（特定枠を含むと18位）で落選した。

## 政策・主張
- 憲法改正に賛成[要出典]。集団的自衛権の行使を容認すべきとする[要出典]。
- 核武装は将来に渡って検討すべきでないとしている[15]。
- 選択的夫婦別姓制度導入について、「どちらとも言えない」としている[16]。
- TPPへの参加に反対しており、農業分野への関税は維持されるべきと主張している[15]。
- 東村高江でのヘリパッド建設問題については、北部訓練場の返還が進むことを理由に賛成している。ただしオスプレイを使用した訓練は認めるべきではないとしている[6]。
- 比嘉は第46回総選挙出馬に際して「普天間基地の県外移設」を公約として掲げており、基地移設先に関する考えを問う毎日新聞の候補者アンケートに対しても「沖縄県以外の国内」と回答していた[15]。また当初掲げていた県外移設方針を後退させた民主党政権に対しては「マニフェストを破って県民の心を傷つけた」と批判を寄せていた[3]。
  - 2013年4月、自民党の西銘恒三郎衆議院議員（沖縄4区）と島尻安伊子参議院議員（沖縄県選挙区）が相次いで辺野古容認派に転向。これに対して比嘉は転向を拒み、同年7月の参院選で党が辺野古移設推進を打ち出した際にも「衆院選時に公約で掲げた『県外移設』を続けていく」と主張した[17]。同年11月、副総裁の高村正彦ら党幹部が「辺野古容認に転じなければ離党勧告もあり得る」と示唆した[18]。比嘉は同月19日に幹事長の石破茂と面談、地元関係者との調整に入り、25日の記者会見で正式に辺野古移設を容認することを発表した。比嘉は「（普天間の）固定化の可能性が非常に高いということだった。県民の命の方が大事だと思い決断した」と説明した[7]。
- 女性宮家の創設に賛同している[15]。ただし所属する自民党内では女性宮家への反発が強い[19]。

## 人物

### 旧統一教会との関係
ジャーナリストの鈴木エイトが作成した「旧統一教会関連団体と関係があった現職国会議員168人」によれば、旧統一教会関連団体との関係について、かつて教団関連イベントに参加していたとされる。

## 所属団体・議員連盟
- 日本を明るくする会
- TPP交渉における国益を守り抜く会
- 国際観光産業振興議員連盟

## 選挙歴
| 当落 | 選挙                     | 執行日         | 年齢 | 選挙区       | 政党       | 得票数     | 得票率 | 定数 | 得票順位 /候補者数 | 政党内比例順位 /政党当選者数 |
| ---- | ------------------------ | -------------- | ---- | ------------ | ---------- | ---------- | ------ | ---- | ------------------ | ---------------------------- |
| 当   | 第46回衆議院議員総選挙   | 2012年12月16日 | 54   | 沖縄県第3区  | 自由民主党 | 6万8523票  | 43.57% | 1    | 1/6                | /                            |
| 比当 | 第47回衆議院議員総選挙   | 2014年12月14日 | 56   | 沖縄県第3区  | 自由民主党 | 5万9491票  | 40.03% | 1    | 2/2                | 6/8                          |
| 落   | 第48回衆議院議員総選挙   | 2017年10月22日 | 59   | 沖縄県第3区  | 自由民主党 | 6万6527票  | 40.30% | 1    | 2/3                | 9/7                          |
| 繰当 | 第25回参議院議員通常選挙 | 2019年07月21日 | 60   | 参議院比例区 | 自由民主党 | 11万4596票 | ーー   | 50   | 20/33              | 20/19                        |
| 落   | 第27回参議院議員通常選挙 | 2025年07月20日 | 66   | 参議院比例区 | 自由民主党 | 10万1975票 | ーー   | 50   | 18/31              | 18/12                        |